# Рейш, Антониу
Антониу Рейш (порт. António Reis; род. 16 декабря 1959, Авинтеш, Порту) — португальский бобслеист. Участник зимних Олимпийских игр 1988 года.

## Биография
Антониу Рейш родился 16 декабря 1959 года в португальском городе Авинтеш.
Жил в Канаде. Занимался американским футболом и греблей. По приглашению тренера Джоуи Килберна решил выступать за Португалию в бобслее. После участия в чемпионате мира, где он выступал вместе с Жорже Магальяйншем, была сформирована группа из представителей других видов спорта, которая впоследствии стала португальской бобслейной командой.
В 1988 году вошёл в состав сборной Португалии на зимних Олимпийских играх в Калгари. В соревнованиях двоек вместе с Жуаном Попадой занял 34-е место, показав по сумме четырёх заездов результат 4 минуты 5,15 секунды и уступив 11,67 сек завоевавшим золото Янису Кипурсу и Владимиру Козлову из СССР. В соревнованиях четвёрок вместе с Жуаном Поупадой, Жуаном Пиришем и Рожериу Бернардишем занял последнее, 25-е место с результатом 3.55,50, уступив 7,99 секунды выигравшему золото экипажу из Швейцарии. Был знаменосцем сборной Португалии на церемонии открытия Олимпиады.
Работал торговым консультантом.